# Haugerud Station
Haugerud Station (Haugerud stasjon) er en metrostation på Furusetbanen på T-banen i Oslo. Stationen er den eneste på Furusetbanen, der ikke ligger i tunnel. Den ligger i bydelen Alna nord for Tvetenveien med Inger Hagerups plass og Haugerud senter i gåafstand. Ved selve stationen er der en Narvesen-kiosk på en gangbro i den nordøstlige ende.